# Opel Ampera
| Sonstige Messwerte                   |
| Sterne im Euro-NCAP-Crashtest (2011) |
|                                      |

Der Opel Ampera ist ein viersitziges Plug-in-Hybrid-Pkw-Modell von General Motors auf Grundlage der ersten Generation des Chevrolet Volt mit Voltec-Antrieb. Die Schwestermodelle, zu denen auch die Rechtslenker Holden Volt in Australien und Vauxhall Ampera auf den britischen Inseln gehörten, wurden von Juli 2011 bis 2014 im Hamtramck-Werk von Chevrolet in Detroit hergestellt. Der rein Akku-elektrisch angetriebene Nachfolger war in Europa ab 2017 der Opel Ampera-e auf Basis des Chevrolet Bolt.
Als „Opel Ampera“ wurde der Wagen im März 2009 auf dem Genfer Auto-Salon vorgestellt. Opel nannte es ein „Elektrofahrzeug mit Reichweitenverlängerer“, engl. abgekürzt „EREV“, warb jedoch auch mit: „Fahren Sie mit unserem Elektrofahrzeug in die Zukunft“.

## Technik und Fahrleistungen
Bei voller Batterie (16 kWh) fährt der Ampera 40 km bis 80 km ausschließlich elektrisch. Der eingebaute Verbrennungsmotor mit der 54-kW-Generator-Einheit startet automatisch, sobald der Ladezustand der Batterie unter ca. 20 % (3,2 kWh) gesunken ist und liefert dann den elektrischen Fahrstrom; dieser Fahrzeugtyp wird daher auch Extended Range Electric Vehicle (EREV, Elektrofahrzeug mit verlängerter Reichweite) genannt.
Der Elektromotor des Opel Ampera hat eine maximale Leistung von 111 kW (150 PS) und ein Drehmoment von 370 Nm, das in einem größeren Drehzahlbereich als bei Verbrennungsmotoren zur Verfügung steht. Die maximale Beschleunigung von 0 auf 100 km/h erfolgt in 9 Sekunden, die abgeregelte Höchstgeschwindigkeit beträgt 161 km/h.
Zum Vergleich: der 1,8-l-Ottomotor mit 103 kW (140 PS) des Opel Insignia hat 175 Nm, was für eine maximale Beschleunigung von 0 auf 100 km/h in 11,4 s und eine Höchstgeschwindigkeit von 207 km/h reicht; der 2,8-l-Motor mit 190 kW (260 PS) hat 350 Nm, eine Beschleunigungszeit von 6,9 s und eine auf 250 km/h begrenzte Höchstgeschwindigkeit; der Insignia ist mit einer Leermasse von mindestens 1470 kg (je nach Ausstattung) dabei 262 kg leichter als der Ampera.
Als Verbrennungsmotor kommt ein „family-0“-Motor der Opel Ecotec-Serie mit 1,4 l Hubraum und 63 kW (86 PS) zum Einsatz.

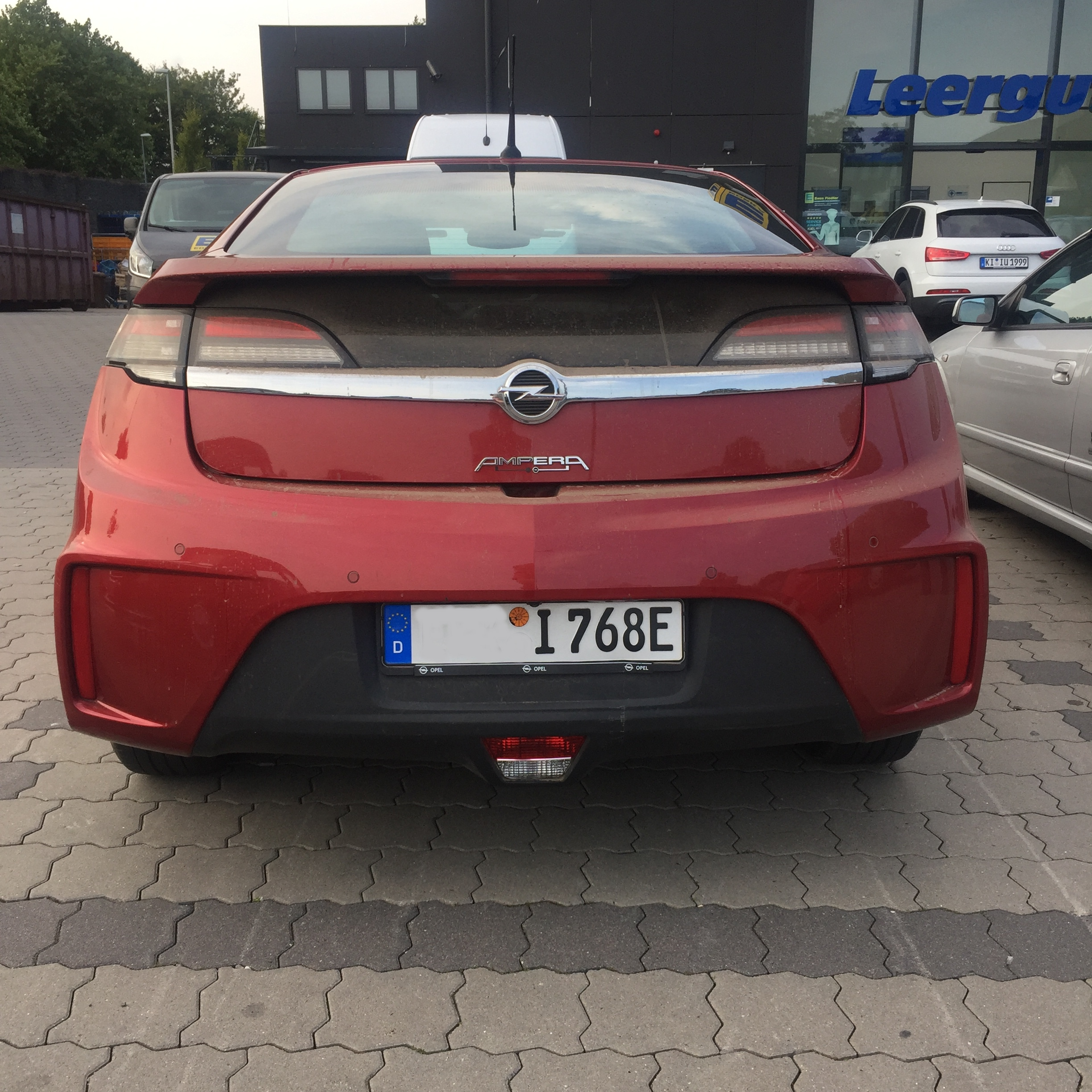
Heckansicht
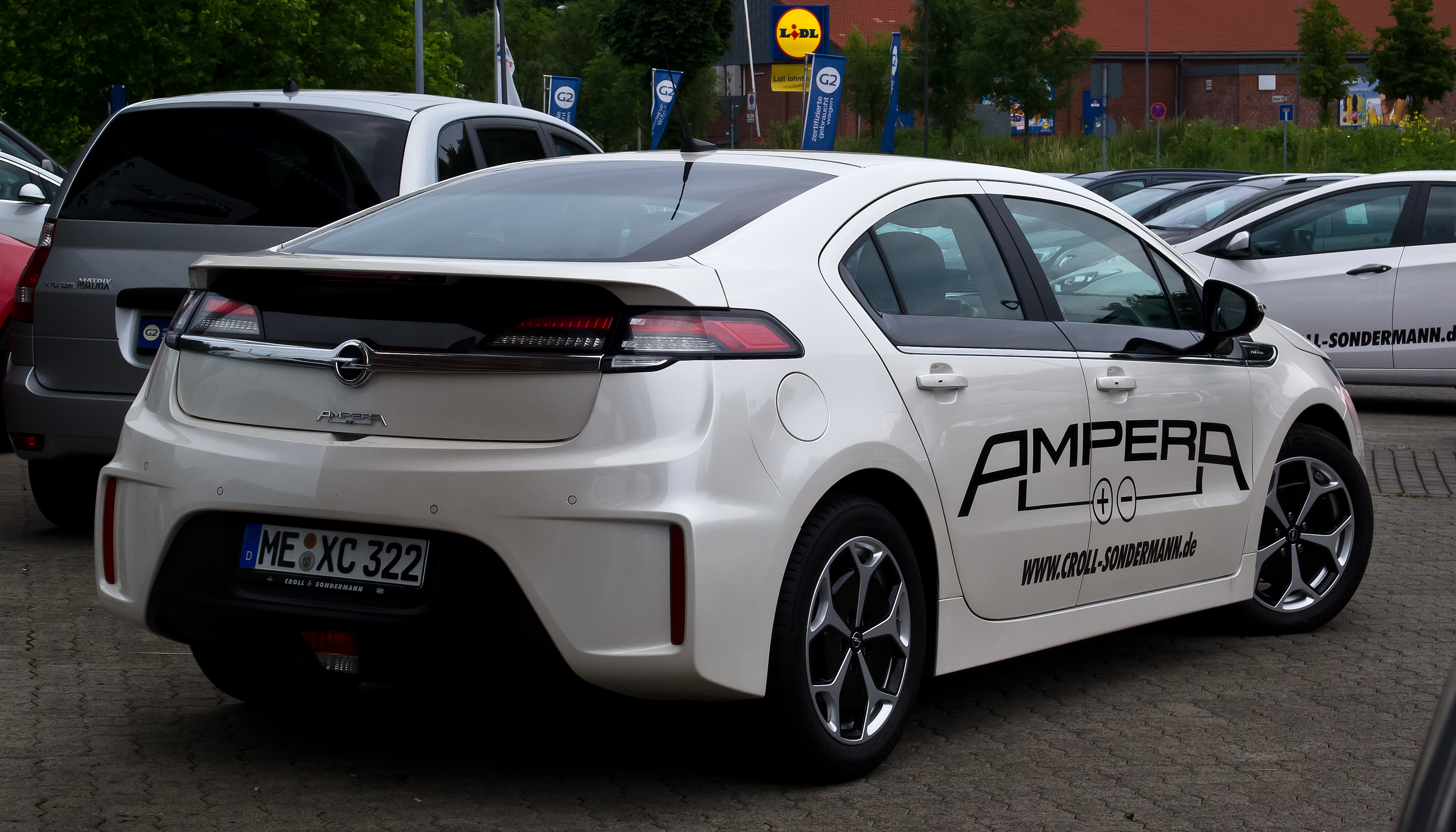
Ansicht von schräg hinten
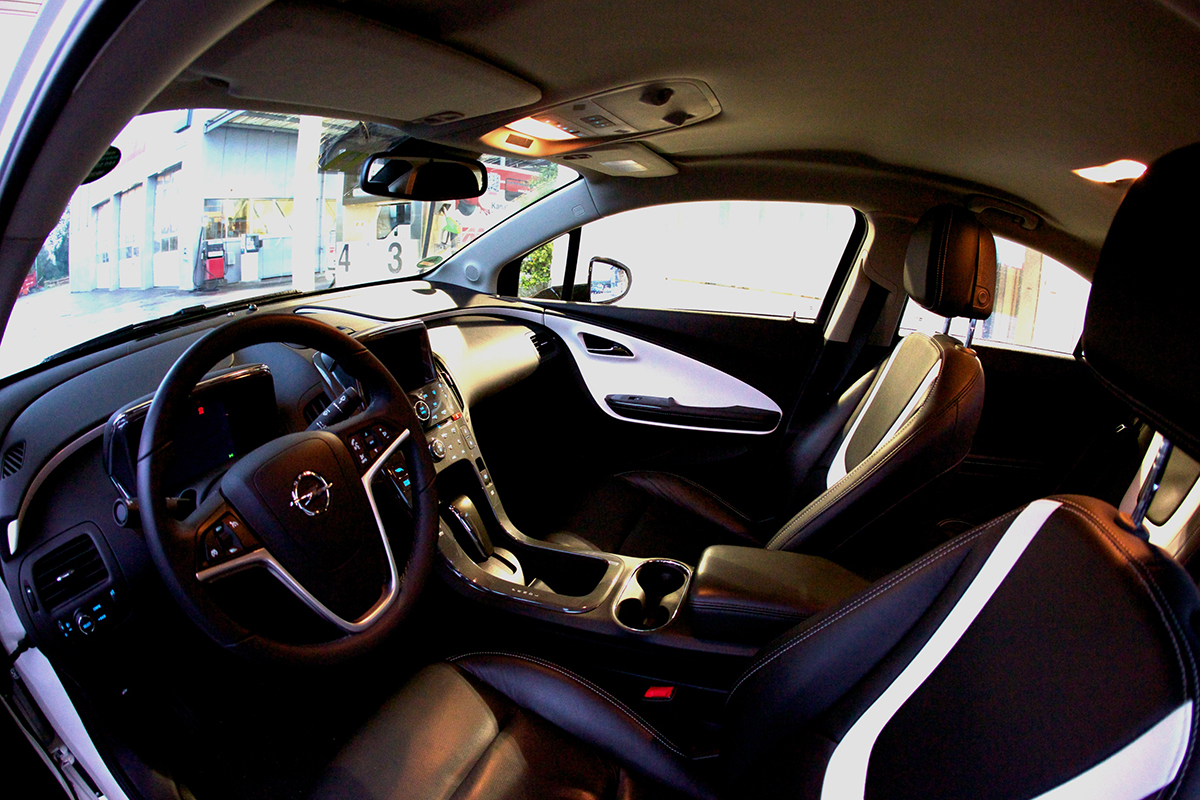
Interieur
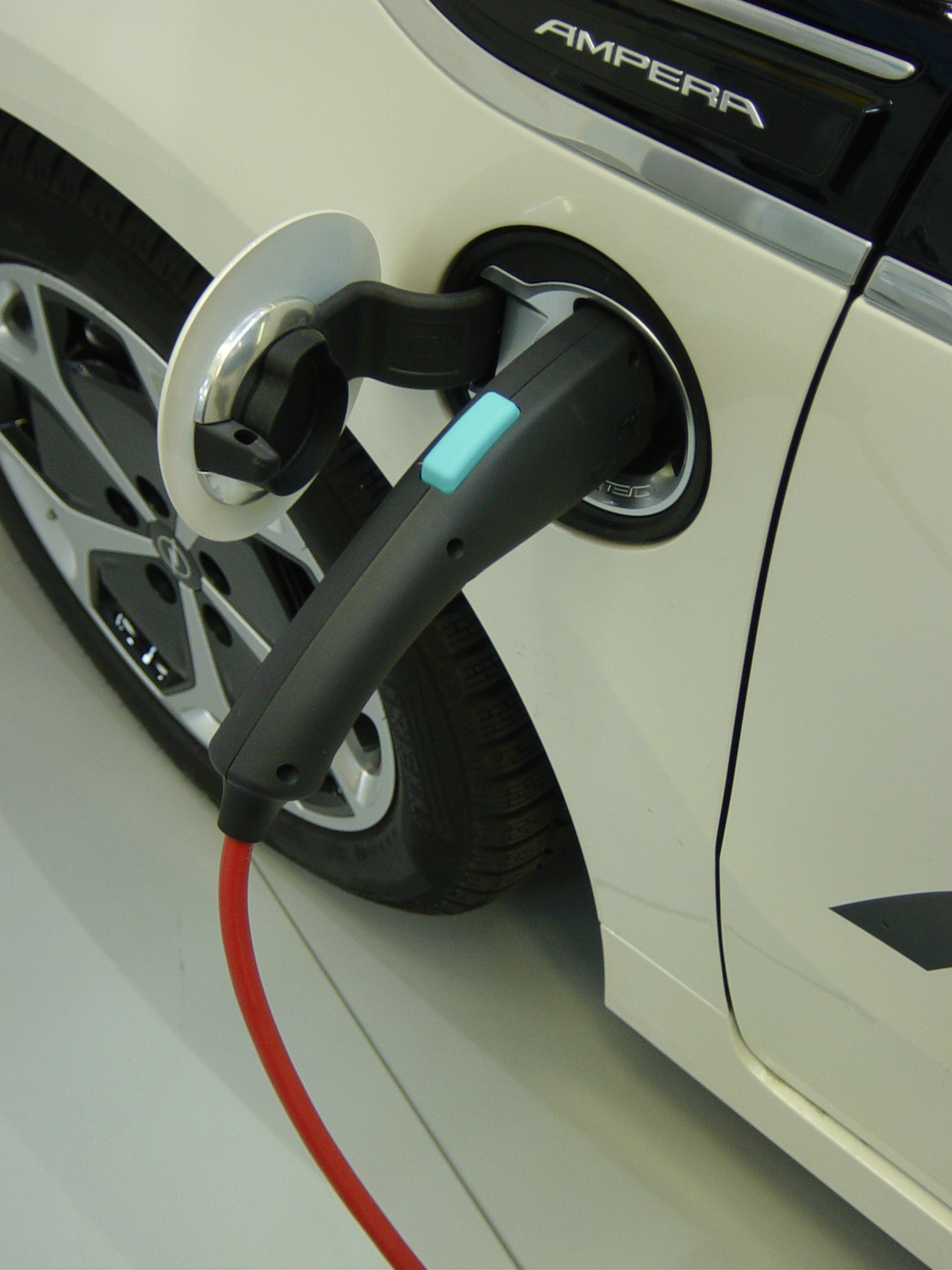
Ladevorgang

### Betriebsmodi
Das Fahrzeug wird mit seinem Voltec-Antrieb über ein Planetengetriebe stufenlos in mehreren Betriebsmodi vor allem durch Elektromotoren angetrieben. Bei niedrigem Ladezustand des Akkus wird durch den Verbrennungsmotor ein Generator angetrieben, der dann den weiteren Fahrstrom liefert (serieller Modus).
Bei der Anforderung hoher Antriebsleistung bei niedrigem Ladezustand der Antriebsbatterie kann in einem speziellen Betriebsmodus der Verbrennungsmotor direkt in den Antriebsstrang eingekoppelt werden. Durch diesen „parallelen Modus“ erhöht sich die Effizienz des Gesamtsystems, weil mehrfache Energieumwandlungen (Verbrennungsmotor-Generator-Elektromotor) entfallen.

### Batterietechnik
Als Antriebsbatterie wird ein aus 288 Zellen (3 parallel, 96 in Reihe) aufgebauter Lithium-Ionen-Akkumulator mit 16 kWh Nennkapazität verwendet, der aus Haltbarkeitsgründen nur in einem begrenzten Betriebsfenster (Nutzkapazität) betrieben wird. Entgegen Veröffentlichungen einer Kapazitätsnutzung der Antriebsbatterie zwischen 30 und 80 Prozent der Nennkapazität (somit nur rund 8 kWh Nutzkapazität), gibt es Meldungen in Internetforen, die von bis zu 10,5 kWh effektiver Nutzungsenergie laut Angabe des Bordcomputers von Serienfahrzeugen berichten.
Eine Vollladung per Stecker auf 100 % findet nicht statt, um weitere Ladung durch Rückgewinnung von Bremsenergie aufnehmen zu können und den Akku zu schonen. Auf längeren Strecken wird der Verbrennungsmotor als Generatorantrieb zum Erzeugen des Fahrstromes und Erhalten des Mindestladepegels automatisch zugeschaltet, wodurch sich die Reichweite ohne Zwischenstopp – bei 35 Liter Tankvolumen – auf über 500 Kilometer vergrößert.
Opel / General Motors produziert im Gegensatz zu (anderen) deutschen Fahrzeugherstellern die Batterie für den Ampera selbst und gewährt auf die Batterie eine weltweite Garantie von 8 Jahren bzw. 160.000 Kilometer.

### Verbrauch
Den Verbrauch gibt der Hersteller nach Norm ECE R101 mit 1,2 l/100 km (nur Benzinverbrauch) für die ersten 100 km an, für alle weiteren 100 km ohne zwischenzeitliche Batterieladung werden 4,8 l/100 km bzw. 5,0 l/100 km angegeben. In der Praxis kam der Ampera im rein elektrischen Betrieb 40 bis 80 km weit. Etliche Ampera-Fahrer berichten aus ihrem Alltag, dass rein elektrisch auch Reichweiten deutlich über 80 km möglich sind.

### Technische Daten
| Kenngrößen                                  | Ampera                       | Ampera |
| Bauzeitraum                                 | 01/2012–11/2016              |        |
| Motorkenndaten                              |                              |        |
| Motortyp                                    | Elektromotor + R4-Ottomotor  |        |
| Hubraum                                     | 1398 cm³                     |        |
| Nennleistung E-Motor                        | 111 kW (150 PS) bei 5000/min |        |
| Nennleistung Verbrennungsmotor              | 63 kW (86 PS) bei 4800/min   |        |
| Leistung Gesamtsystem                       | 111 kW (150 PS) bei 5000/min |        |
| max. Drehmoment E-Motor                     | 370 Nm bei 250/min–2800/min  |        |
| max. Drehmoment Verbrennungsmotor           | 126 Nm bei 4250/min          |        |
| Drehmoment Gesamtsystem                     | 370 Nm bei 250/min–2800/min  |        |
| Kraftübertragung                            |                              |        |
| Antrieb                                     | Vorderradantrieb             |        |
| Messwerte                                   |                              |        |
| Höchstgeschwindigkeit                       | 161 km/h                     |        |
| Beschleunigung, 0–100 km/h                  | 9,0 s                        |        |
| Kraftstoffverbrauch auf 100 km (kombiniert) | 1,2 l Super                  |        |
| CO2-Emission (kombiniert)                   | 27 g/km                      |        |
| Abgasnorm nach EU-Klassifikation            | Euro 6                       |        |

### Kein Anhängerbetrieb
„Das Fahrzeug ist weder dafür konstruiert noch dafür gedacht, einen Anhänger zu ziehen oder ein anderes Fahrzeug abzuschleppen“, heißt es in der Betriebsanleitung 08/2011, S. 144 [KTA-2724_1-de], unter der Überschrift „Anhängerzugvorrichtung“.

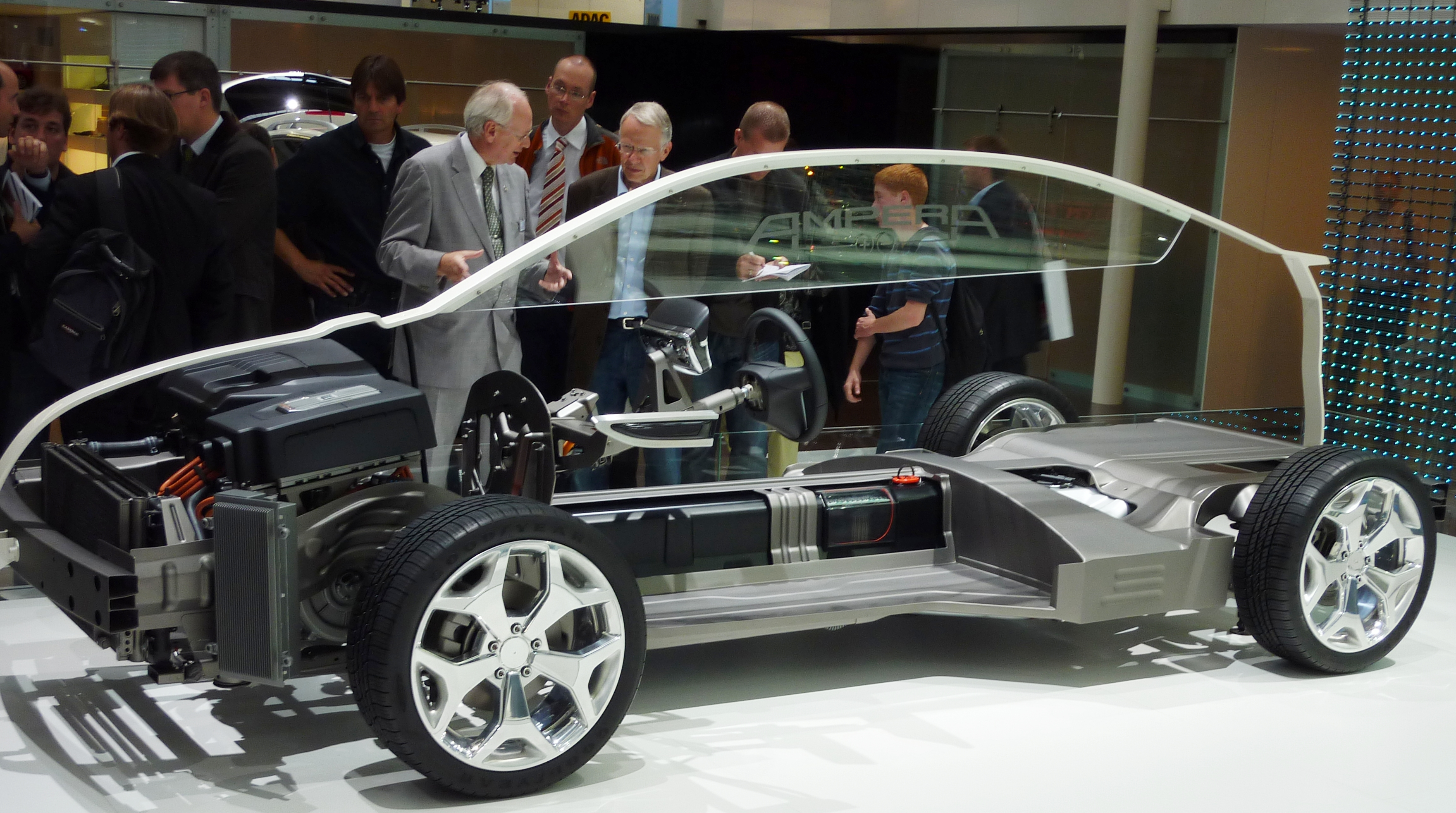
Schnittmodell
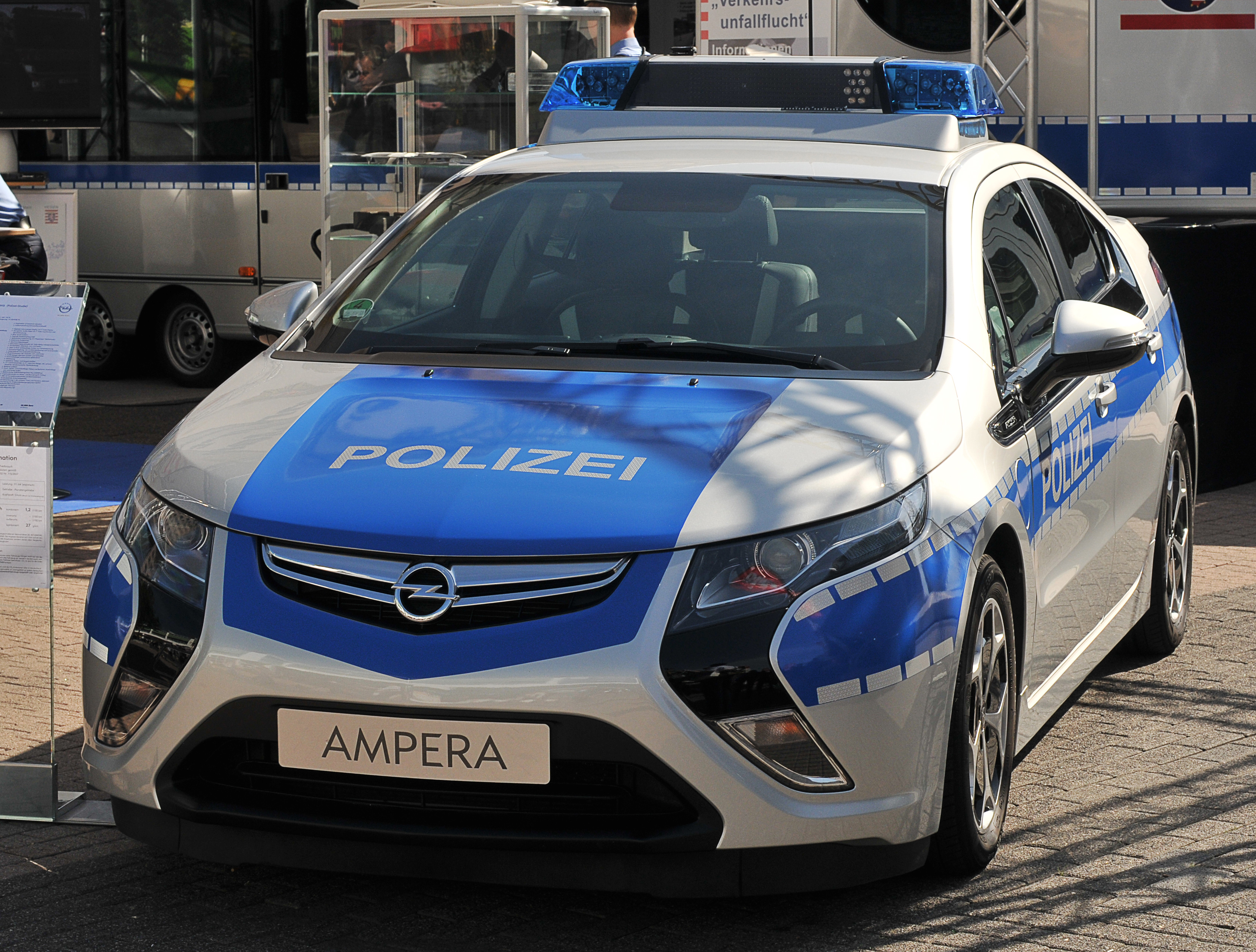
Ein Ampera auf der IAA 2011 als Polizei-Einsatzfahrzeug
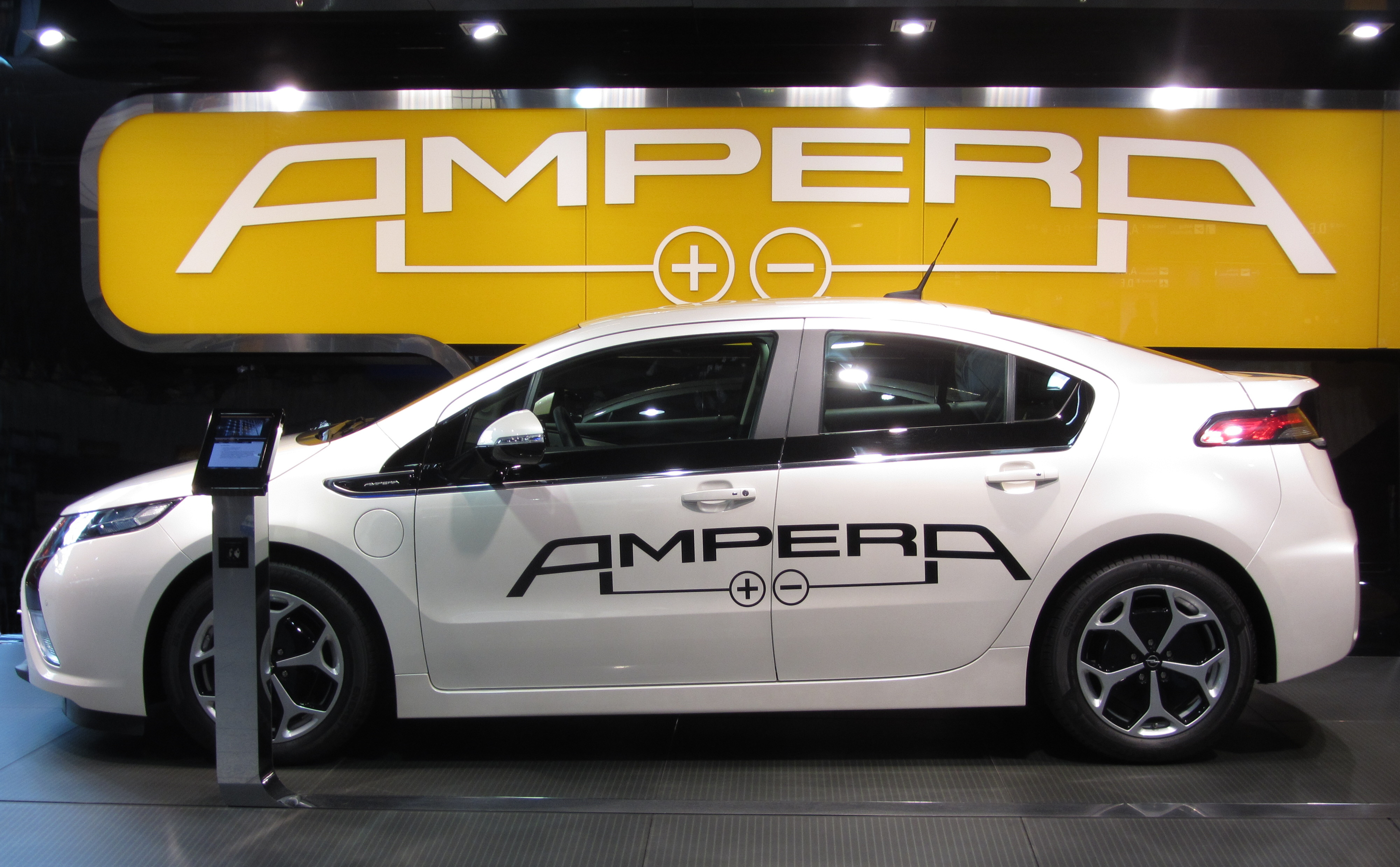
Ein Ampera war längere Zeit im Frankfurter Flughafen ausgestellt (Terminal 1, Bereich B)

## Einführung und Preis
Auf Grund eines Fahrzeugbrandes eines baugleichen Chevrolet Volt drei Wochen nach einem erfolgreichen Crashtest in den Vereinigten Staaten wurde das Sicherheitskonzept der Traktionsbatterie bis Ende 2011 überarbeitet. Die Batterie des Chevrolet Volt wurde entgegen den Empfehlungen von Chevrolet nach dem Crash-Test nicht vollständig entladen. Bei Fahrzeugen mit Flüssigkraftstoffen ist ein Leeren des Tanks nach dem Crash-Versuch vorgeschrieben, wenn er nicht mit leerem Kraftstofftank durchgeführt wurde.
Dadurch verzögerte sich auch der Serienstart des baugleichen Opel Ampera, dessen Verkauf nun am 14. Januar 2012 begann.
Bis zum 31. Juli 2012 war er ab 43.900 € erhältlich. Ab dem 1. August 2012 wurden drei Ausstattungsmodelle angeboten: „Ampera“ (ab 45.900 €), „Komfort Edition“ (ab 47.500 €), „ePionier Edition“ (ab 51.200 €). Im Vereinigten Königreich wurde das Fahrzeug unter dem Namen Vauxhall Ampera als Rechtslenkerversion seit dem 1. Quartal 2012 angeboten.
Wegen zunächst geringer Nachfrage wurde von General Motors die Produktion des Opel Ampera und des Chevrolet Volt im März 2012 für fünf Wochen unterbrochen. Seit dem 9. September 2013 wurde der Ampera deutlich vergünstigt angeboten, sodass das Modell ab 38.300 € erhältlich war.

## Zulassungszahlen
Zwischen 2011 und 2015 wurden in Deutschland lediglich 1542 Ampera neu zugelassen.
|  |

|  |

|  |

|  |

|  |

|  |

|  |

|  |

|  |

|  |

|  |

|  |

|  |

|  |

|  |

|  |

|  |

|  |

|  |

|  |

|  |

|  |

|  |

|  |

|  |

|  |

|  |

|  |

|  |

|  |

|  |

|  |

|  |

|  |

|  |

|  |

|  |

|  |

|  |

|  |

|  |

|  |

|  |

|  |

|  |

|  |

|  |

|  |

|  |

|  |

|  |

|  |

|  |

|  |

|  |

|  |

|  |

|  |

|  |

|  |

|  |

|  |

|  |

|  |

|  |

|  |

|  |

|  |

|  |

|  |

|  |

|  |

|  |

|  |

|  |

|  |

|  |

|  |

|  |

|  |

|  | Benzin-PHEV (1.542) |

|  | Benzin-PHEV (1.542) |

## Verkaufseinstellung
Die Produktion wurde aufgrund schlechter Verkaufszahlen (europaweit 332 Fahrzeuge in den ersten fünf Monaten des Jahres 2014) mit Erscheinen des überarbeiteten Chevrolet Volt im Jahr 2016 eingestellt. Karl-Thomas Neumann, Vorstandsvorsitzender der Opel AG, kündigte ein kleineres Modell als Nachfolger an.
Zeitweise war geplant das Schwestermodell Cadillac ELR auf dem deutschen Markt anzubieten.

## Nachfolger Opel Ampera-e

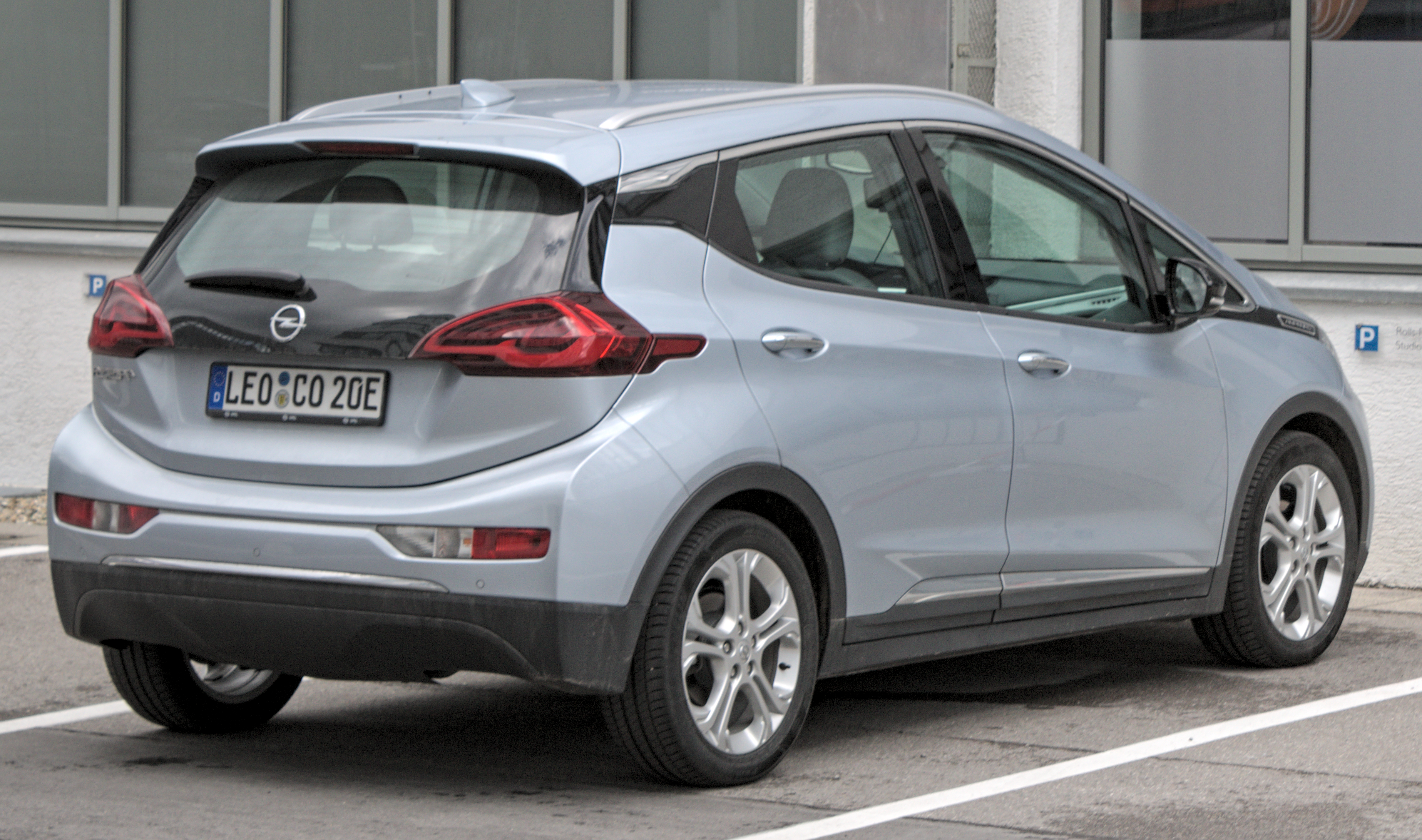
Der Ampera-e

Am 11. Februar 2016 kündigte Opel für den europäischen Markt ab 2017 das vollelektrische Modell Opel Ampera-e an. Es basiert auf dem Chevrolet Bolt, der Ende 2016 auf den US-Markt kam.